# Offener Raum
Ein offener Raum oder open space (aus dem englischen) ist das Konzept eines selbstorganisierten, eigenverantwortlichen Tätigkeitsfelds im umbauten Raum, in dem es nach Möglichkeit keine Beschränkungen der Nutzung geben soll.

## Konzept

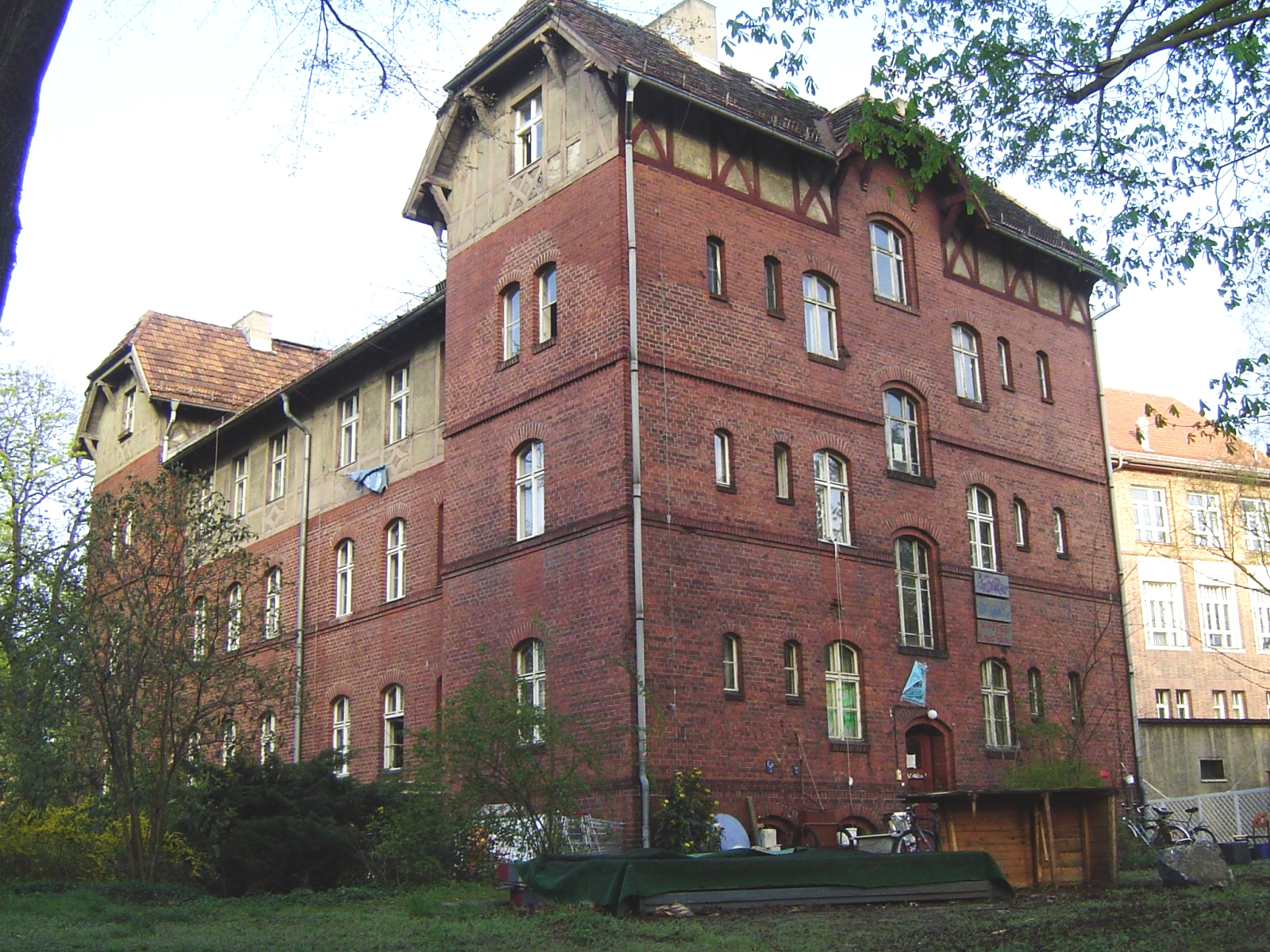
Die „Offene Uni BerlinS“, ein offener Raum für Bildung

Ein offener Raum soll nach diesem Konzept Büro, Seminarhaus, Wohngemeinschaft, Werkstatt oder Ort für Versammlungen und Konferenzen sein und allen Personen offenstehen, die ihn zur Tätigkeit (bei Arbeitsräumen) oder zum Leben (bei Wohnräumen) nutzen wollen. Interessenkollisionen mit anderen Nutzern, die den Raum oder die Arbeitsmittel darin zur gleichen Zeit gebrauchen wollen, sollen durch direkte Vereinbarungen gelöst werden. Ein Raum und seine Ausstattung ist dann offen, also gleichberechtigt für alle Interessierten nutzbar, wenn keine Beschränkungen praktischer oder theoretischer Natur bestehen. Der Zugang zu den Handlungsmöglichkeiten soll dabei im Idealfall weder durch verschlossene Türen oder Anweisungen durch andere noch durch Computerpasswörter oder Wissensbarrieren eingeschränkt werden, die Einzelne von der Nutzung des offenen Raumes und seiner Teile ausschließen. Das gilt für installierte Technik, Wissen und Handlungsmöglichkeiten sowie für die Räume selbst. Die Gewährleistung größtmöglicher Transparenz ist ebenfalls von hoher Bedeutung.
Die Idee des offenen Raums erfordert eine größtmögliche Kommunikationsbereitschaft aller Mitwirkenden, da Informationen über Pläne, die über die bloße Nutzung des Raumes hinausgehen, mit den anderen Nutzern ausgetauscht werden sollen, um auf Einwände und Kritik eingehen zu können und Mitgestaltung zu ermöglichen.

## Hintergrund

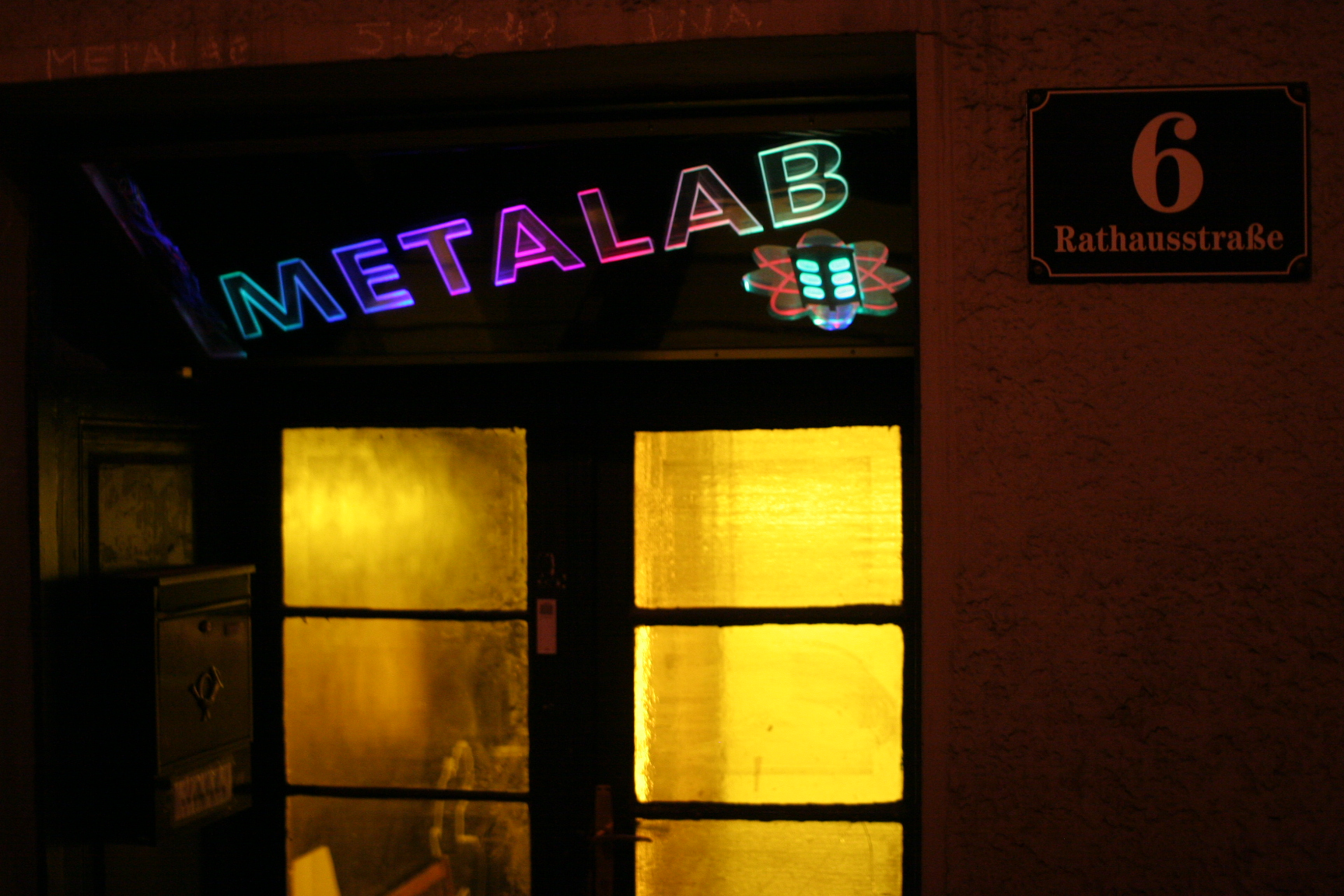
„Metalab“ in Wien; offener Raum für freien Wissensaustausch und Zusammenarbeit

Das Konzept entstand in den 1980er Jahren als Konferenzmethode (Unkonferenz). Vorangetrieben wurde die Idee durch die Sozialforen, die ursprünglich in der Charta der Prinzipien von Porto Alegre als offene Räume konzipiert waren, tatsächlich durch die Dominanz gut organisierter Gruppen wie den großen NGOs geprägt wurden. Der offene Raum soll im Sinne erweiterter Kritik Eigentumslogik und Hierarchien abbauen und interessierten Personen ermöglichen, den Raum nach eigenem Ermessen zu nutzen. Von der libertären und Open-Source-Bewegung wurde das Konzept auf umbaute, dauerhafte Räume übertragen. So sollen Orte entstehen, an denen möglichst alle Menschen willkommen sind und alle vorhandenen Ressourcen gleichberechtigt nutzen können, die jeder mitgestalten kann und in denen es keine institutionalisierten Entscheidungsversammlungen oder Leiter gibt, die um Erlaubnis gefragt werden müssen.

## Weitere Verwendungen
„Offener Raum“ wird weiterhin synonym für das Vakuum des Weltraums benutzt, um von geschlossenen Räumen im Weltraum z. B. in Raumstationen zu unterscheiden.